# Thomas Mullen
Thomas Mullen, född 1974 i Providence, Rhode Island, är en amerikansk romanförfattare. Mullen bor i Atlanta i Georgia . 

## Priser och utmärkelser
- 2007 – James Fenimore Cooper-priset för The Last Town on Earth